# Collotheca quadrinodosa
Collotheca quadrinodosa är en hjuldjursart som beskrevs av Summerfield-Wright 1961. Collotheca quadrinodosa ingår i släktet Collotheca och familjen Collothecidae. Inga underarter finns listade i Catalogue of Life.